# 슈레버노랑박쥐
슈레버노랑박쥐(Scotophilus nigrita)는 애기박쥐과에 속하는 박쥐의 일종이다. 베넹과 콩고민주공화국, 코트디부아르, 가나, 케냐, 말라위, 모잠비크, 나이지리아, 세네갈, 탄자니아, 토고 그리고 짐바브웨에서 발견된다. 자연 서식지는 아열대 또는 열대 기후 지역의 습윤 저지대 숲과 건조 사바나 및 습윤 사바나 지역이다. 서식지 감소로 멸종 위협을 받고 있다.